# Alexsandra Lokshin
Alexsandra Lokshin (hebräisch אלכסנדרה לוקשין; * 10. November 1994) ist eine israelische Leichtathletin, die sich auf den 100-Meter-Hürdenlauf spezialisiert hat.

## Sportliche Laufbahn
Erste internationale Erfahrungen sammelte Alexsandra Lokshin im Jahr 2015, als sie bei den Europaspielen in Baku in 61,58 s den fünften Platz im 400-Meter-Hürdenlauf belegte und mit der israelischen 4-mal-400-Meter-Staffel in 3:45,60 min auf Rang sechs gelangte. Als Teil des israelischen Teams gewann sie die Bronzemedaille hinter dem österreichischen und dem slowakischen Team. Anschließend schied sie bei den U23-Europameisterschaften in Tallinn mit 61,62 s in der ersten Runde über 400 m Hürden aus. Im Jahr darauf belegte sie bei den Balkan-Hallenmeisterschaften in Istanbul in 8,92 s den vierten Platz im 60-Meter-Hürdenlauf und 2021 gelangte sie bei den Balkan-Meisterschaften in Smederevo mit 13,86 s auf Rang 13 über 100 m Hürden. Im Jahr darauf belegte sie bei den Balkan-Meisterschaften in Craiova in 13,98 s den achten Platz und 2023 wurde sie bei den Balkan-Meisterschaften in Kraljevo in 13,60 s Erste im C-Lauf.
In den Jahren von 2014 bis 2016 wurde Lokshin israelische Meisterin im 400-Meter-Hürdenlauf sowie 2014 auch im 400-Meter-Lauf. Zudem wurde sie von 2020 bis 2023 Landesmeisterin im 100-Meter-Hürdenlauf.

## Persönliche Bestzeiten
- 400 Meter: 56,04 s, 16. Juli 2014 in Tel Aviv-Jaffa
- 100 Meter Hürdenlauf: 13,33 s (+1,2 m/s), 30. Juli 2023 in Jerusalem
  - 60 Meter Hürdenlauf (Halle): 8,57 s, 29. Januar 2022 in Saint-Brieuc
- 400 m Hürden: 60,91 s, 17. Juli 2014 in Tel Aviv